# Pierre Sudreau
Pierre Sudreau, né le 13 mai 1919 à Paris où il est mort le 22 janvier 2012,,, est un homme politique français.
Résistant, membre du réseau Brutus, haut fonctionnaire dans le monde du renseignement et de la Sécurité, puis de l'urbanisme et des grands travaux, il devient ministre jusqu'à sa rupture avec le pouvoir gaulliste en 1962. Il reste ensuite un Européen convaincu et homme politique centriste, député de Loir-et-Cher (1967-1981), président de la Région Centre et maire de Blois (1971-1989).

## Biographie

### Origine et formation
Pierre Sudreau naît dans une famille d'industriels de la région parisienne. Son père meurt lorsqu'il a quatre ans. Sa mère reprend la société familiale et place son fils en pension au lycée Hoche de Versailles. Il mentionne dans ses souvenirs s'être adonné à la lecture pour échapper à la « longue désespérance » de son enfance.
À douze ans, il écrit à Saint-Exupéry pour lui faire part de son émotion à la lecture de Vol de nuit. Ce dernier lui répond, l'invite à discuter. Se forme alors une amitié qui marque profondément Pierre Sudreau. Saint-Exupéry se serait inspiré de Pierre pour son personnage du Petit Prince.
Il obtient le baccalauréat littéraire au lycée Carnot. Il s'inscrit à l'université de Paris, où il obtient une licence en droit, un diplôme supérieur de droit, et une licence d'histoire. Il fréquente l'École libre des sciences politiques. Il prépare l'agrégation d'histoire, mais interrompt sa préparation lorsque la Seconde Guerre mondiale éclate.

### Le résistant du réseau Brutus
En juin 1940, avec plusieurs élèves aviateurs de l'École de l'Air repliée sur la base de Bordeaux-Mérignac, dont André Clavé,, il est bien décidé à continuer la lutte. Mobilisé dans l'Armée d'armistice comme officier de l'Armée de l'Air, affecté à la base de Toulouse-Blagnac, dès la fin 1940, il commence à dissimuler des armes.
Sa volonté de poursuivre la lutte l'amène à entrer en contact avec le réseau Brutus. Il rejoint ce réseau encore nommé Groupe Froment avec le pseudo "Sillans". À la suite de sa démobilisation, il part pour Paris, trouve un emploi dans les bureaux du ministère de l'Intérieur et devient en 1943 responsable du réseau de renseignement en zone occupée, et prend trois adjoints, dont son ami André Clavé, rencontré par hasard dans le métro parisien. Il prépare avec Louis Armand un « Plan vert » de sabotage des voies ferrées pour faciliter un futur débarquement allié.
Le 10 novembre 1943, il est arrêté, torturé et placé à l’isolement à la prison de Fresnes, puis il retrouve, le 2 mai 1944, ses camarades du réseau, au trois quarts démantelé, au Camp de Royallieu-Compiègne (Oise) : André Boyer (initiateur et grand chef du réseau, futur Compagnon de la Libération à titre posthume), André Clavé, Michel Bauer, et d'autres. Ils partent le 12 mai dans des wagons à bestiaux pour être déportés au camp de Buchenwald (le 14 mai), en même temps que Stéphane Hessel. Il s'y lie avec un résistant communiste, Guy Ducoloné.

### Haut fonctionnaire du Ministère de l'Intérieur
Rapatrié en mai 1945, Pierre Sudreau est remarqué par le général de Gaulle, lors d’une  réception le 5 mai, au siège du Gouvernement provisoire, rue Saint-Dominique : « L'audience a été courte et pourtant a orienté toute ma vie. J'apprendrai plus tard, en effet, que le Général s'était étonné de ma présence : Mais c'est un gosse, il n'a pu être un chef responsable ! Ayant pris connaissance de ma fiche signalétique, il laissa tomber : Alors, qu'il serve l'État comme Jean Moulin ».
Il est nommé sous-préfet puis sous-directeur au ministère de l'Intérieur. En 1946, il est directeur de cabinet du secrétaire d’État à la présidence du Conseil, André Colin, avant d'être nommé directeur général adjoint du Service de la documentation extérieure et du contre-espionnage (SDECE). À ce titre, il est mêlé à l'Affaire Passy.
En 1947, il devient directeur de l’administration et des Affaires générales de la Sûreté nationale puis en 1949, Directeur des services financiers et du contentieux du ministère de l’Intérieur
De 1951 à 1955, il devient préfet de Loir-et-Cher devenant à 32 ans le plus jeune préfet de France. Il y crée, au château de Chambord, le 30 mai 1952, le premier spectacle son et lumière du monde,, avec notamment un stagiaire de l'ENA qui devint célèbre : Jacques Rigaud.

### Construction et urbanisme
De mars à juin 1955, il est chargé de mission et directeur adjoint du cabinet d’Edgar Faure puis en juin 1955, il est nommé commissaire à la Construction et à l'Urbanisme de la région parisienne. À ce titre, il lance les grands travaux de ce qui n'est pas encore le Grand Paris : RER, périphérique, la Défense. Il y reste jusqu'en 1958.

### Ministre gaulliste
Il est en juin 1958 ministre de la Reconstruction du général de Gaulle dans le dernier gouvernement de la IVe République. En novembre et décembre 1958, la Radio-télévision française (RTF) diffuse devant les Français (un million de postes de télévision, alors) une série de cinq émissions hebdomadaires consacrées aux problèmes de la Construction. Celles-ci portent sur la question du logement et les solutions à y apporter en matière de politique de construction, d’aménagement du territoire et d’urbanisme. Elles se présentent comme un entretien mené à la télévision, devant les Français, entre le ministre de la Construction, Pierre Sudreau et le journaliste Pierre Sabbagh. Leur objet est, selon le ministre, d’informer sur la question du logement, de susciter une mobilisation et une prise de conscience chez les Français sur les besoins en Construction. Il y présente aussi la nouvelle politique des grands ensembles, cette série d'émissions est réalisée à la demande de Charles de Gaulle, le félicitant pour l'excellence de sa prestation.
Il devient par la suite ministre de Michel Debré en 1959 quand De Gaulle devient président de la République. Ministre de l'Éducation nationale du 15 avril au 15 octobre 1962, dans le premier gouvernement Georges Pompidou, Pierre Sudreau s'oppose au projet de référendum sur l'élection du président de la République au suffrage universel et démissionne en octobre 1962.
Président de la Fédération des industries ferroviaires pendant trente ans, il est à l'origine du lancement du TGV.

### Homme politique centriste
En 1965, Pierre Sudreau est un moment sollicité pour être candidat à la présidence de la République, soutenu par les formations du centre. Il décline cette invitation. Quatre ans plus tard, il participe activement à la campagne présidentielle d'Alain Poher, président du Sénat, dont on dit qu'il aurait pu être le Premier ministre. Son département d'élection, le Loir-et-Cher, est alors le seul avec l'Indre à placer Poher devant Georges Pompidou au second tour.
En 1967, il est élu député centriste (d'opposition jusqu'en 1974) Progrès et démocratie moderne (PDM) puis réformateur de Loir-et-Cher et siège à l’Assemblée nationale jusqu’en 1981. Il préside aussi la Région Centre. Il est élu maire de Blois en 1971, réélu au premier tour en 1977 et 1983 mais battu en 1989 par Jack Lang à la suite des divisions de la droite locale. Il fait de Blois, petite ville assoupie sur les bords de la Loire (et ancienne capitale des rois de France) une ville moyenne dynamique, où passe l'autoroute A 10, et où s'installe une industrie très diversifiée, permettant ainsi de lutter dès les années 1970 contre la crise. Blois est ensuite précurseur dans tout le domaine informatique (notamment, avec Roland Moreno, la carte IPSO, qui préfigure le paiement électronique).
Il fut en 1975 l'auteur d'un rapport intitulé La réforme de l'entreprise. Ce rapport, qui lui avait été demandé par Valéry Giscard d'Estaing, préconisait notamment d'accorder aux représentants des salariés un tiers des postes dans les conseils d'administration des entreprises, mesure qui provoqua l'hostilité du patronat, de certains syndicats, de parlementaires gaullistes mais aussi de gauche et ne fut jamais mis en œuvre. Le rapport constitue une étape vers les lois Auroux de 1981.
Pierre Sudreau aurait été un agent d'influence pour l'URSS pendant la «guerre froide» selon « les archives Mitrokhine ».
Il est président de l'Association nationale des anciens combattants de la Résistance (ANACR) et président de la Fondation de la Résistance. À titre personnel, il est membre du comité d'honneur de l'Association pour le Droit de Mourir dans la Dignité.
Il est élevé à la dignité de grand-croix de la Légion d'honneur par un décret du 13 juillet 1992. Il meurt à Paris, aux Invalides, le 22 janvier 2012. Il repose au cimetière de Blois, aux côtés de son épouse France et de son fils Jean, décédés avant lui.
Dans un livre, Chambre S 10 (Éditions Tirésias, 2013), la journaliste Béatrice Houchard a raconté les derniers moments de la vie de Pierre Sudreau.

## Distinctions
Cette liste se base sur l'instrument de recherche de l'article 91AJ/41 concernant son fonds d'archive.
Honneurs français
- Grand-croix de la Légion d'honneur (1992). Il fut commandeur en 1958 puis Grand-officier en 1986.
- Médaille de la Résistance française (décret du 24 avril 1946)[21]
- Médaille d'honneur de la Police nationale (1950)
- Ordre du Mérite civil du ministère de l'Intérieur (1958)

Honneurs étrangers
- Commandeur de l'Ordre du Million d'Éléphants et du Parasol blanc (Laos, 1949)
- Membre d'honneur de l'American Legion (USA, 1958)
- Grand-Officier de l'Ordre du Mérite (Centrafrique, 1962)
- Ordre national de la République (Côte d'Ivoire)
- Commandeur des Veterans of Foreign Wars (USA, 1959)
- Grand-Croix de Ordre du mérite du service diplomatique (en) (Corée du Sud, 1977)
- Grand-Croix de l'Ordre de Saint-Olaf (Norvège, 1962)
- Grand-croix de l'ordre du Mérite civil d'Espagne (1959)
- Médaille de la Guerre patriotique (URSS)
- Officier de l'ordre royal du Sahamétrei (Cambodge, 1950)

## Publications
- L'Enchaînement, Pierre Sudreau, éditions Plon, 1967
- La Réforme de l'entreprise, sous la direction de Pierre Sudreau, La Documentation française et Éditions 10/18, 1975
- La stratégie de l'absurde, Pierre Sudreau, éditions Plon, 1980
- De l'inertie politique, Pierre Sudreau, avant-propos de René Rémond, éditions Stock, 1985
- Au-delà de toutes les frontières, Pierre Sudreau, 1991 ; 2e édition complétée : éditions Odile Jacob, 2002
- Sans se départir de soi : quelques vérités sans concession, Pierre Sudreau, entretiens avec François Georges, éditions Tirésias, 2004
- Elles et Eux et la déportation, Caroline Langlois, Michel Reynaud, éditions Tirésias, 2005